# Seegang
Als Seegang oder die See (fälschlich auch Wellengang) werden Wasserwellen bezeichnet, die in den Meeren durch Wind entstehen.
Es wird unterschieden zwischen der aktuell vom Wind erzeugten Windsee und der nach Abklingen des Windes fortbestehenden oder von anderer Stelle herrührenden Dünung. Dort, wo die Wassertiefe ein bestimmtes Maß unterschreitet, bildet sich die höhere und steilere Grundsee (Sturzsee).

## Erscheinungsformen
Der unter dem direkten Einfluss des erzeugenden Windfeldes stehende Anteil des Seegangs wird als Windsee bezeichnet. Die Windsee ist gekennzeichnet durch spitze Wellenberge (im Vergleich zum Wellental). Die so bezeichneten Wasserwellen werden unter direktem Einfluss lokaler Winde an der Wasseroberfläche erzeugt. Im Gegensatz zur Dünung zeichnet sie sich durch eine unregelmäßige Struktur und – im Verhältnis zur Wellenlänge – hohe Amplitude aus. Die Gesamtheit aller Wellen aus Dünung und Windsee bezeichnet man als Seegang. Je nach Windstärke kann man auch von Sturmsee sprechen.
Wenn der Wind abklingt, ebben die Wellen der Windsee erst allmählich ab. Die Wellenanteile mit langer Wellenlänge setzen sich auch in Gebiete hinein fort, in denen kein (oder ein anderer) Wind weht. Diese Restwellen werden als Dünung bezeichnet und sind flacher und haben eine ausgerundete Form. Treffen sich zwei Wellensysteme aus unterschiedlichen Richtungen, ergibt sich eine Kreuzsee.
Bisher nur unzureichend erforscht ist die Entstehung von Monsterwellen.
Gezeitenwellen werden durch die Tide ausgelöst, machen sich aber im Allgemeinen nur in schmalen Buchten und Flussmündungen bemerkbar. Eine weithin bekannte, relativ hohe Tidenwelle ist die Pororoca im Amazonas. Gezeitenwellen gehören wie auch die von Seebeben ausgelösten Tsunamis nicht zum Seegang.

## Wellenhöhe
Die Wellenhöhe definiert sich als der vertikale Abstand zwischen Wellental und Wellenscheitel und ergibt sich aus den Faktoren:
1. Stärke des Windes
2. Wirkdauer des Windes
3. Anlaufstrecke des Windes über Wasser (Wirklänge, Fetch)

Für alle drei Faktoren gilt, dass die Wellenhöhe am Anfang stark zunimmt, um sich dann langsam einem Sättigungswert zu nähern. Man spricht von einer „ausgereiften Windsee“. Schwachen Seegang findet man also bei wenig Wind, bei Wind der gerade eben aufgefrischt hat und an der Leeküste (die dem Wind abgewandt liegt). Starken Seegang findet man bei starkem Wind, der schon seit Tagen an der Luvküste weht.
Die Wellenlänge (der Abstand von Wellenkamm zu Wellenkamm) ergibt sich aus dem zeitlichen Abstand zwischen zwei Wellenkämmen (Wellenperiode T):
{\displaystyle L=1{,}56\,{\frac {\mathrm {m} }{\mathrm {s} ^{2}}}\cdot T^{2}}
Die Fortpflanzungsgeschwindigkeit von Wasserwellen steigt mit der Wellenlänge. Eine Welle mit L = 100 m verlagert sich beispielsweise mit 45 km/h, eine mit L = 200 m verlagert sich mit 63 km/h. Dünungswellen können also in kurzer Zeit größere Seegebiete durchwandern und so als Bote von herannahendem Wind dienen.
Wellen können auf offener See bis ca. 30 Meter hoch werden, die Wellenlängen können bis zu 1000 Meter erreichen. Bedeutsam ist auch die Steilheit einer Welle: eine niedrige aber steile Welle mit kurzem Wellenabstand (Wellenlänge) kann sehr ungemütlich sein; eine viel höhere aber flache Welle mit großem Wellenabstand kann ganz sanft sein.
Im flachen Wasser entstehen die charakteristischen Brandungswellen.

## Seegangsskala

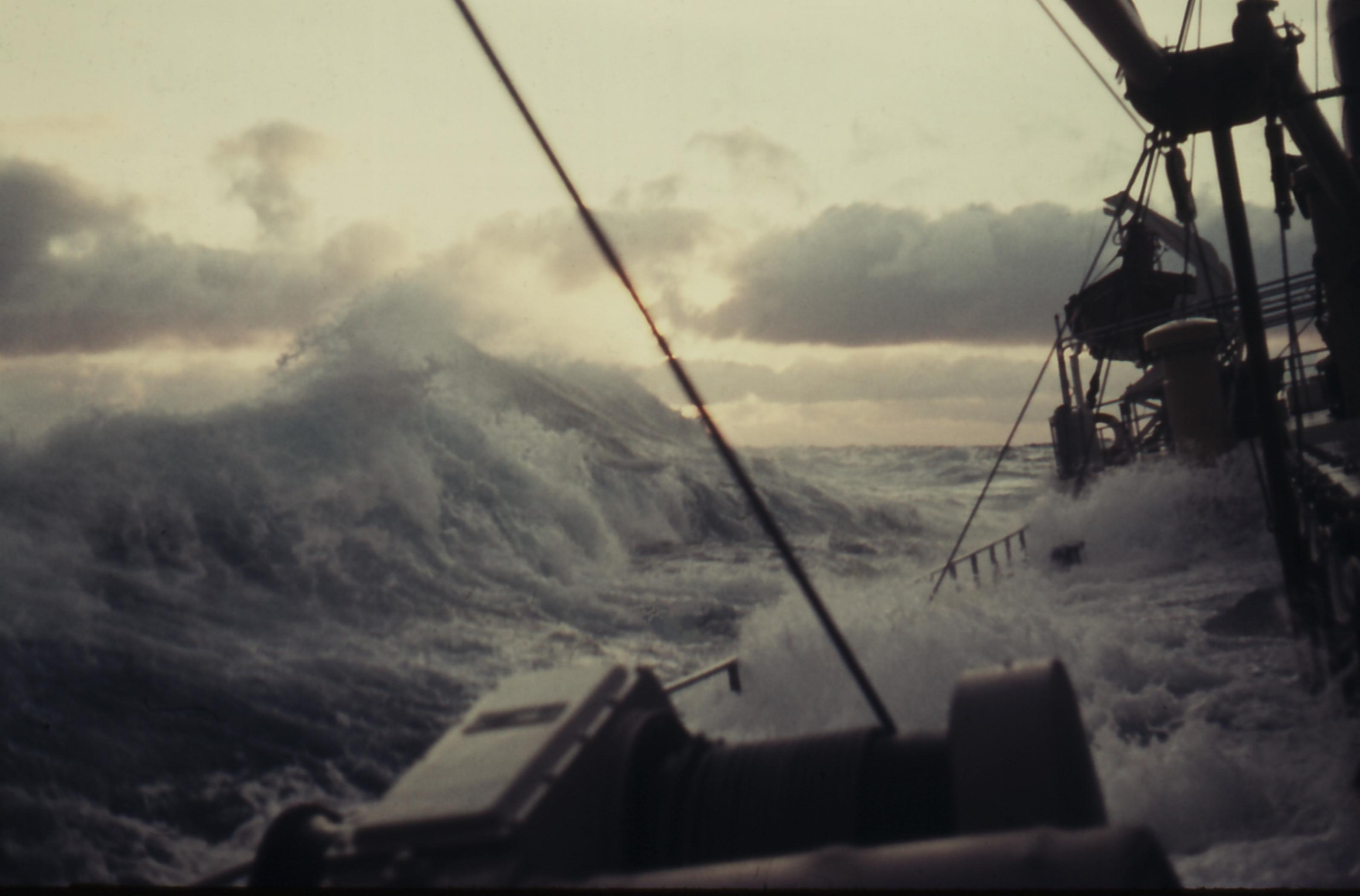
Winter Nordatlantik, Windstärke 9, hohe See, Wasser über Deck und Luken (1958)

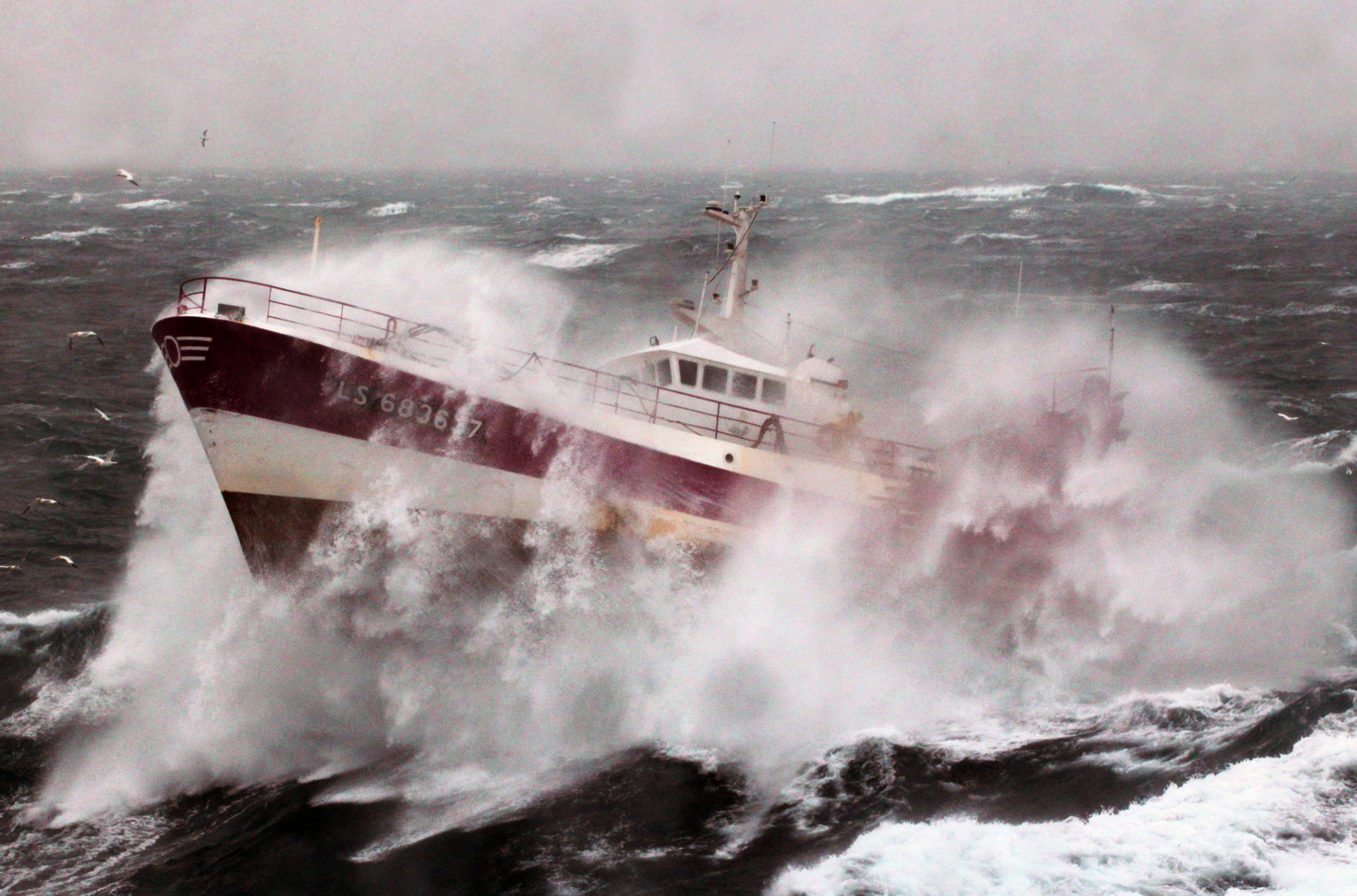
Französischer Fischkutter in hohem Seegang in der Irischen See (2013)

In Entsprechung zur Windstärke nach Beaufort bezeichnet Seegang eine Einheit im maritimen Bereich.
Nach dem deutschen Kapitän Peter Petersen umfasst die Seegangsskala die Stärken von 0 bis 9. Sie wurde  1927 veröffentlicht und ist seit 1939 international anerkannt und wurde durch die Weltorganisation für Meteorologie eingeführt.
| Stärke | See                    | Wellen                                                                 | Windstärke |
| ------ | ---------------------- | ---------------------------------------------------------------------- | ---------- |
| 0      | glatt                  | keine                                                                  | 0          |
| 1      | ruhig                  | gekräuselt                                                             | 1          |
| 2      | schwach bewegt         | kurz                                                                   | 2/3        |
| 3      | leicht bewegt          | klein, Schaumköpfe                                                     | 4          |
| 4      | mäßig bewegt           | lang, Schaumköpfe, brechend                                            | 5          |
| 5      | grobe See              | groß, Schaumkämme bilden größere Schaumflächen                         | 6          |
| 6      | sehr grobe See         | brechend                                                               | 7          |
| 7      | hohe See               | Wellenberge, Gischt, Schaumstreifen, rollend                           | 8/9        |
| 8      | sehr hohe See          | Wellenberge mit langen brechenden Kämmen, See weiß von Schaum          | 10         |
| 9      | außergewöhnlich schwer | Wellenberge, Schiffe verschwinden in Wellentälern, See weiß von Schaum | 11/12      |